# Simone Lagrange
Pour les articles homonymes, voir Lagrange.
Simone Lagrange, née Simy Kadosche le 23 octobre 1930 à Saint-Fons (Rhône) et morte le 17 février 2016 à La Tronche (près de Grenoble), est une déportée française de confession juive, témoin-clé lors du procès de Klaus Barbie.

## Biographie

### Famille
Simy Kadosche naît au sein d’une famille juive originaire du Maroc. Ses parents, Rachel et Simon Kadosche, sont originaires de Mogador. Ils ont rejoint la France dans les années 1920. Le couple a cinq enfants. Simon travaille dans la chimie à Vénissieux.

### Résistance familiale
Pendant l’Occupation, Simone Kadosche diffuse des tracts de la Résistance. Ses parents hébergent des réfugiés de l'exode de 40 venus de zone occupée. Notamment Jeanne Bunoz impliquée dans leur arrestation.

### Arrestation et internement
Dénoncés comme juifs par une personne que la famille hébergeait, les Kadosche sont arrêtés le 6 juin 1944 avec leur fille et embarqués au siège de la Gestapo, place Bellecour, puis incarcérés à la prison Montluc. Simy est torturée durant plusieurs jours par Klaus Barbie pour savoir où sont cachés ses jeunes frères et sœurs, informations que ni elle, ni ses parents n'ont.

Elle raconte cet épisode au procès Barbie : 

« Barbie voulait l'adresse des enfants. À 9 heures, il m’a emmenée dans sa voiture à la Gestapo. J’y suis restée toute la journée, il arrivait avec son sourire mince comme une lame de couteau. Cela a duré sept jours, coups de pied, coups de poing sur les plaies mal refermées de la veille. Le premier soir, il m’a ramenée lui-même à Montluc, j’étais comme un pansement sanguinolent. Il m’a jetée dans les bras de ma mère en lui disant : ”Voilà ce que tu as fait de ta fille.” Après une semaine, il m’a mise dans une autre cellule, pendant quinze jours. Ma mère a cru que j’avais été tuée,. »

### Déportation
Transférée à Drancy le 23 juin 1944 avec sa mère, elles sont déportées au camp de concentration et d'extermination d'Auschwitz-Birkenau par le convoi 76 le 30 juin 1944. Simon Kadosche sera déporté avec ses deux neveux nés respectivement en 1935 et 1937 par le convoi 78 qui quitte Lyon le 11 août 1944. Rachel est gazée dès le 23 août 1944.
Le 19 janvier 1945, Simy entame une marche de la mort en direction de Ravensbrück. Alors qu'elle croise une colonne de prisonniers en partance également, Elle y reconnaît son père, Simon. Lors du procès de Klaus Barbie elle raconte en pleurs :
« Je lui ai fait signe, il m'a vu et m'a fait signe de la main. Un officier SS s'approche et me demande si c'est mon père. J'ai répondu...oui. Le SS a dit à mon père de venir m'embrasser et alors qu'on se retrouvait, on l'a agenouillé devant moi et le SS l'abattit d'une balle dans la nuque. J'étais pétrifiée. »

### Libération et après-guerre
Simone est rapatriée en France le 27 mai 1945, et retrouve son jeune frère et sa jeune sœur qui avaient été cachés dans une institution religieuse.
Membre du comité du Musée de la Résistance et de la Déportation de Grenoble à partir de 1980, Simone Lagrange témoigne en 1987 lors du procès Barbie devant la Cour d’assises de Lyon. Elle est présidente de l’Amicale des déportés d'Auschwitz-Birkenau et des camps de Haute-Silésie. Elle a également participé à la création du Mémorial des enfants d’Izieu.
Toute sa vie, Simone Lagrange témoigna sur la Shoah, « contre le racisme, l'antisémitisme et l'oubli », dans les établissements scolaires de sa région. Elle publie un livre en 1997 Coupable d'être née. Le documentaire témoignage sur son histoire Moi, petite fille de 13 ans sort en 2011. Elle est morte le 17 février 2016 à La Tronche, entourée de sa famille, à l’âge de 85 ans. Elle est inhumée au cimetière intercommunal de Poisat.

## Hommages

### Prix et distinctions
- Chevalier de la Légion d'honneur
- Chevalier de l'ordre des Palmes académiques
- Médaille de la déportation pour faits de Résistance
- Médaille de la famille
- Médaille d'or de la ville de Grenoble
- Médaille de la ville de Fréjus
- Prix Louis-Blum de la ville de Grenoble[13].

### Bande dessinée
- Jean-David Morvan, Séverine Tréfouël et David Evrard, Simone : 1.Obéir c’est trahir, désobéir c’est servir, Grenoble, Glénat, mars 2022 (ISBN 978-2-344-04315-8) (à paraître : 2. Je refuse de n’être plus qu’un matricule tatoué sur mon avant-bras et 3. Quelqu’un qui caresse un chat, on ne peut pas imaginer qu’il puisse être méchant)[14]

### Filmographie
- Hôtel Terminus: Klaus Barbie, sa vie et son temps, de Marcel Ophüls, 1988.
- Moi petite fille de 13 ans, Simone Lagrange témoigne d’Auschwitz, d’Elisabeth Coronel, Florence Gaillard, Arnaud de Mezamat. 90 min, France 2, Abacaris films, 2009[15].

### Vidéogramme
- L’anniversaire de l’évacuation du camp d’Auschwitz, 2 min 39 s, INA, 19 janvier 1995.